# Membrana interdigital

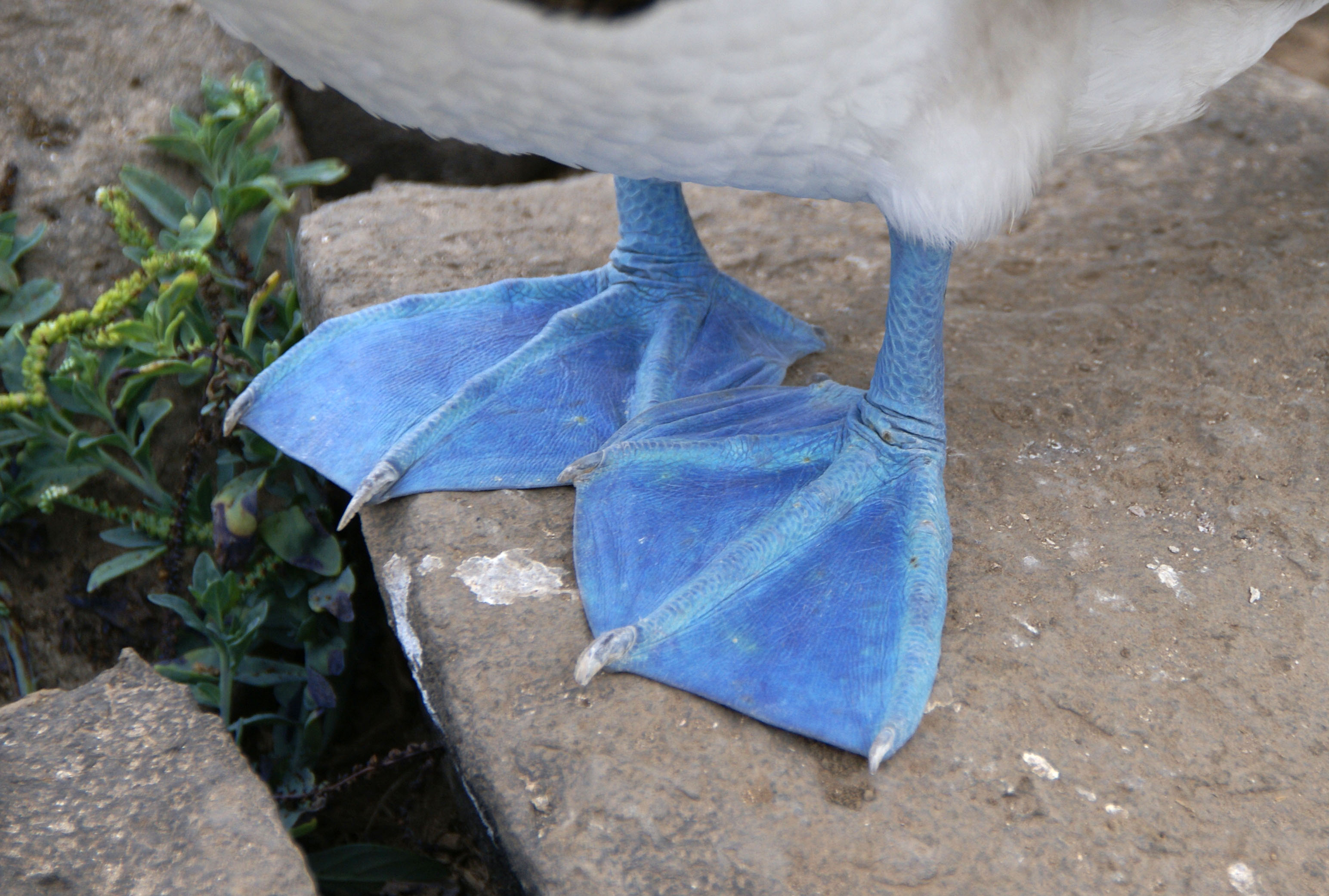
Las membranas interdigitales son características de los animales acuáticos.

La membrana interdigital es una membrana de piel entre los dedos de las extremidades. En los mamíferos normalmente está presente en el embrión pero es reabsorbida durante el desarrollo, sin embargo ocasionalmente en algunas especies de mamíferos se mantiene en la etapa adulta. 
También se observan membranas interdigitales en las patas de varios mamíferos semiacuáticos. La membrana ayuda al desplazamiento en el agua.
No debe confundirse con la sindactilia, que es la fusión congénita o accidental de dos o más dedos entre sí, como la que puede darse en personas que sufren del denominado síndrome LEOPARD o el síndrome de Aarskog-Scott.

## Mamíferos con membranas interdigitales

### Roedores

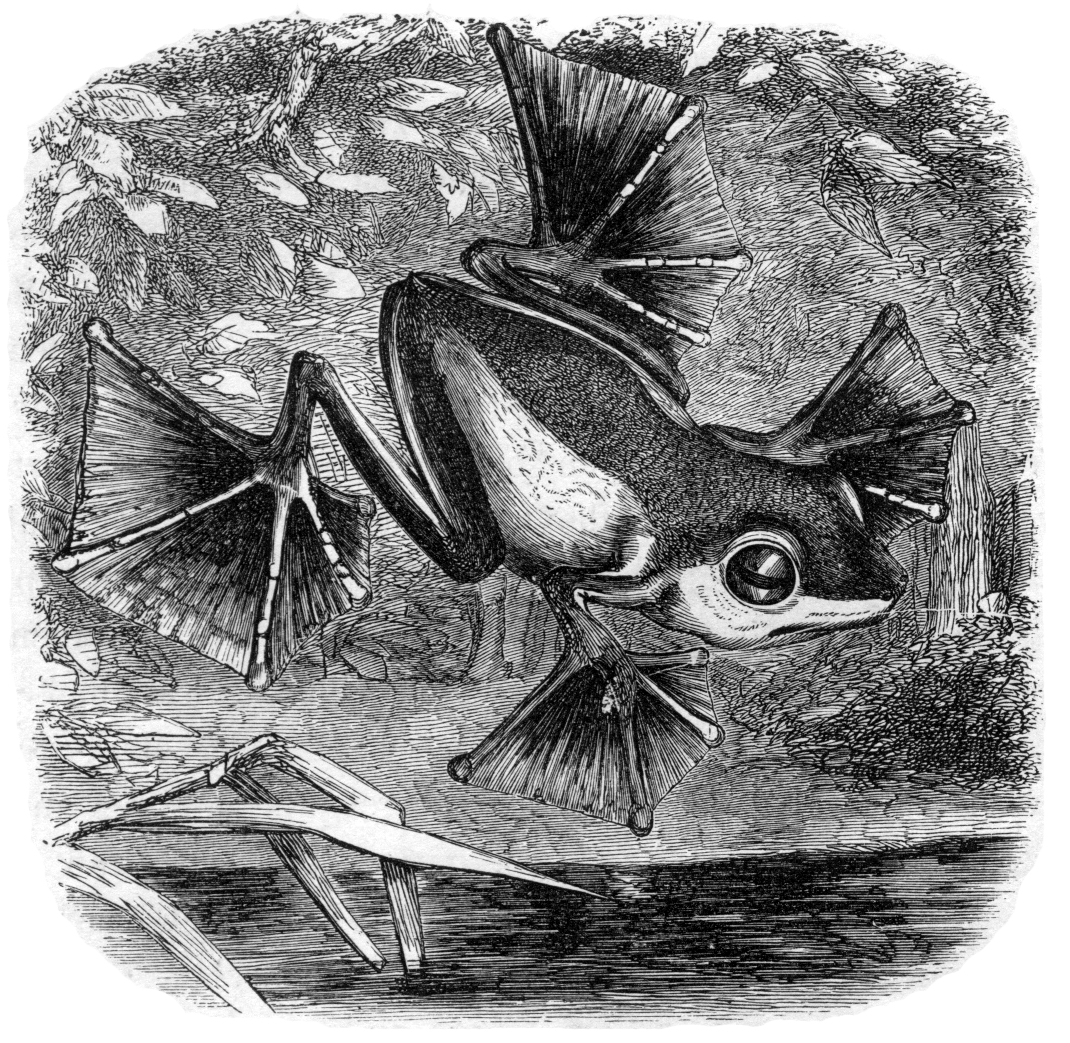
Ejemplo de membrana interdigital en una rana voladora de Wallace (Rhacophorus nigropalmatus).

Oryzomys palustris, Pseudoryzomys simplex y Sigmodontomys alfari, pertenecientes a la tribu de roedores de Sudamérica denominado Oryzomyini, tienen membranas pequeñas, que se extienden hasta el extremo de las falanges proximales, mientras que en el caso de Amphinectomys savamis, Lundomys molitor y los miembros del género Holochilus y Nectomys sus membranas se encuentran más desarrolladas, y se extienden más allá de las falanges proximales. Aparentemente las membranas se desarrollaron varias veces en los orizomyines y se pueden haber perdido en algunos grupos. La mayoría de Ichthyomyini, un grupo de roedores semiacuáticos exclusivo de América del Sur y América Central, poseen membranas pequeñas, pero los miembros del género Rheomys tienen membranas más amplias. Los hydromyines (subfamilia Murinae) del género Baiyankamys, Hydromys y Crossomys poseen membranas; en estos últimos sumamente desarrolladas. Los roedores semiacuáticos africanos Colomys goslingi y Nilopegamys plumbeus, que también pertenecen a la familia Murinae, carecen de membranas. Las patas del coipo (Myocastor coypus) de Sudamérica que está clasificado en una familia propia, también poseen membranas,

### Soricomorfos
Entre las musarañas, los miembros de los géneros Chimarrogale del sudeste asiático y Neomys del oeste de Eurasia tienen membranas interdigitales, al igual que Sorex palustris de América del Norte, pero está más desarrollada en Nectogale elegans de las montañas de Asia. También están presentes en el desmán ibérico (Galemys pyrenaicus).

### Tenrécidos
La familia Tenrecidae de África y sobre todo en Madagascar incluye varias formas semiacuáticas y las pequeñas Micropotamogale y el tenrec acuático (Limnogale mergulus) han desarrollado una membrana interdigital.

### Didélfidos
La cuica de agua (Chironectes minimus) de Sudamérica es el único didélfido con membrana interdigital.

### Carnívoros
Varios miembros del orden Carnivora tienen membranas interdigitales, como el grisón (Galictis vittata), la comadreja colombiana (Mustela felipei), la comadreja amazónica (Mustela africana) y el visón americano (Neovison vison).
Todas las nutrias cuentan con membrana interdigital, en las extremidades anteriores o posteriores o en ambas, para ayudarles en la propulsión acuática. En las nutrias marinas, la membrana está cubierta de pelo, con una densidad de 3300 pelos por centímetro cuadrado.

### Cetáceos
Los hoyos presentes a los lados de las falanges proximales de fósiles de Pakicetus, cetáceos ancestrales, sugieren que estos animales tenían una membrana interdigital, una hipótesis que sugiere un desarrollo accidental, estimulado por un factor de crecimiento de fibroblastos conocido como FGF8.